# Nossedil
Nossedil (niedersorbisch Nosydło) ist eine Wüstung im südbrandenburgischen Landkreis Oberspreewald-Lausitz im Gebiet der heutigen Stadt Großräschen in der Niederlausitz und gehört zum Ortsteil Freienhufen (früher: Dobristroh). Die Wüstung ist unter der Bodendenkmalnummer 80063 in der Denkmalliste des Landes Brandenburg aufgenommen.

## Geografie
Die Wüstung Nossedil befindet sich im westlichen Teil der Gemarkung von Freienhufen in der Nähe der Straße zwischen Saalhausen und Drochow. Östlich liegen die Bundesautobahn 13 und auf deren anderer Seite die Vorwerkssiedlung Bulldorf.

## Geschichte
Im Jahr 1266 wurde der Ort erstmals urkundlich erwähnt, als Erwerb durch das Zisterzienserkloster Dobrilugk. Bis zum Jahr 1434 wurde Nossedil noch achtmal erwähnt. Im Jahr 1285 wurde der Ort als Nouzedel in einer Abmachung mit dem Pfarrer von Altdöbern, zu dessen Kirchspiel der Ort gehörte, erwähnt. Auslöser war der Bau einer Kirche in Dobirstroh (Freienhufen), das zum selben Kirchspiel gehörte. In dieser Abmachung wurde unter anderem erwähnt, dass Nossedil 12 Hufen und Dobristroh 14 Hufen groß ist. Im Jahr 1290 wurde der Ort als Nozzedil bei der Klärung einer Grenzangelegenheit mit dem nördlich gelegenen Dorf Saalhausen genannt. Dieser Ort gehörte zur Herrschaft Senftenberg, dem späteren Amt Senftenberg. In dieser Urkunde wurden erstmals die Herrschaft und die Besitzer von Senftenberg genannt, die sich als von Senftenberg bezeichneten. In der Öder-Zimmermann-Karte (um 1614–1634) ist genau in der Ortslage „Ein Born bey der Alten Linde“ genannt, also Dorflinde und Dorfbrunnen.
In der Folgezeit ging der Ort jedoch ein und wurde im Jahr 1492 als „wüste Mark“ und „wusteney Nißzedyl“ bezeichnet. Die Nossediler Flur fiel an das nordöstlich gelegene Dobristroh. Daraus erklärt sich der südwestliche Zipfel der Gemarkung Dobristroh.